# Rosamunde

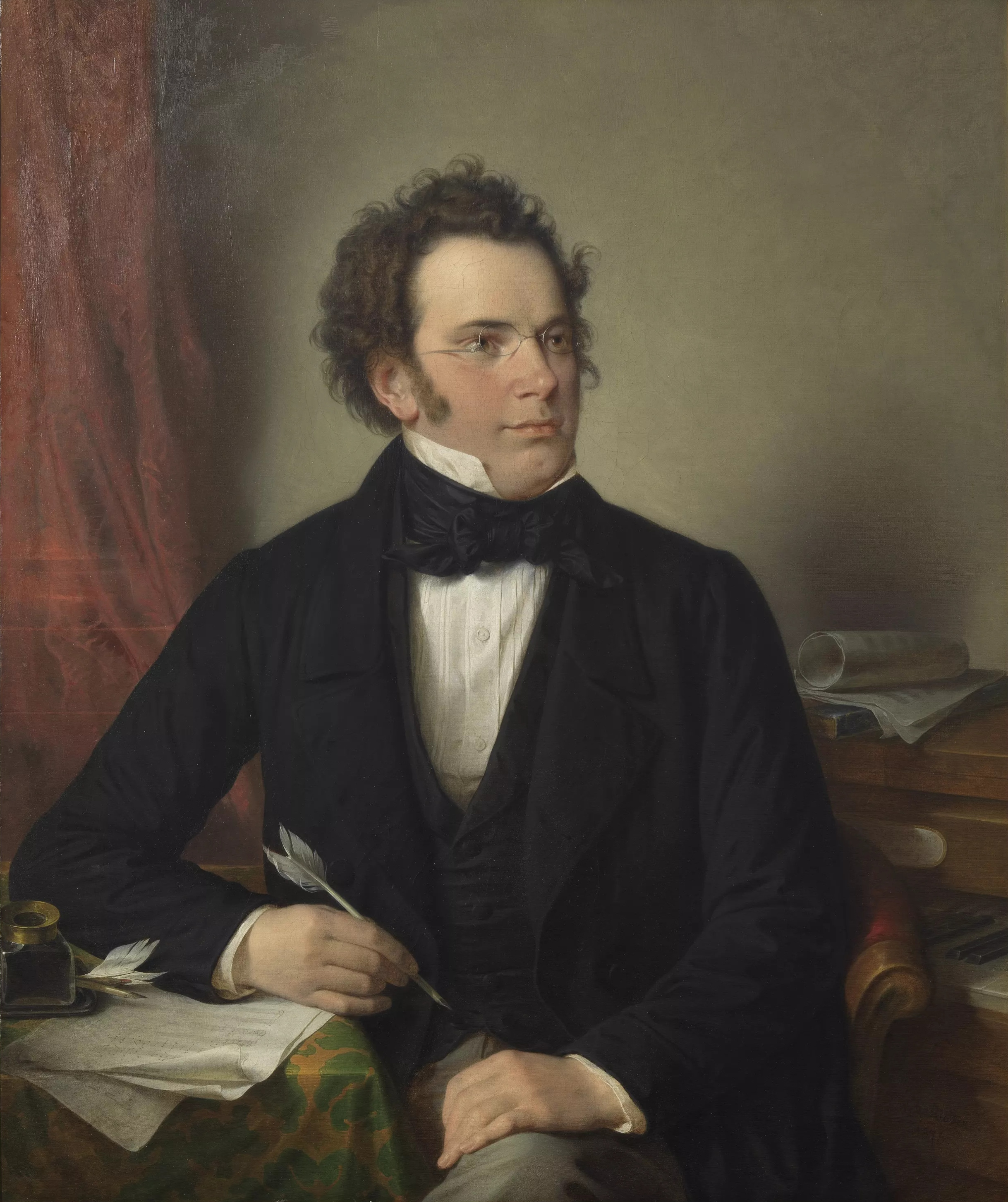
Franz Schubert, peinture de Wilhelm August Rieder (1875).

Rosamunde, Op. 26, D 797, est une musique de scène en une ouverture et dix parties (dont quatre chantées) composée par Franz Schubert en 1823 pour la pièce Rosamunde, princesse de Chypre de Helmina von Chézy. La pièce est tombée dans l'oubli mais la musique du troisième entracte reste une des plus populaires du compositeur et est régulièrement présente au répertoire des grands orchestres.

## La musique de scène
Deux ouvertures sont associées à Rosamunde. Celle actuellement jouée est celle de Die Zauberharfe (« la Harpe enchantée », D 644) et la seconde était initialement destinée par Schubert à son opéra Alfonso und Estrella (D 732).
Le corps de l'œuvre est écrit pour soprano, chœur et orchestre et comporte dix parties :
1. Entracte n° 1 : Allegro molto moderato en si mineur. Cet Entr'acte est utilisé comme Finale de la Symphonie « inachevée » de Schubert.
2. Musique de ballet n° 1 : Allegro moderato en si mineur, Andante un poco assai en sol majeur
3. Entracte n° 2 : Andante en ré majeur. Cet Entr'acte est aussi utilisé par William Carragan dans son achèvement du Finale de la Symphonie « inachevée ».
4. Romance : « Der Vollmond strahlt auf Bergeshöh'n » : Andante con moto en fa mineur
5. Chœur des esprits : « In der Tiefe wohnt das Licht » : Adagio en ré majeur
6. Entracte n° 3 : Andantino en si bémol majeur
7. Mélodies des bergers : Andante, sextuor pour clarinettes, bassons et cors
8. Chœur des bergers : « Hier auf den Fluren » : Allegretto
9. Chœur des chasseurs : « Wie lebt sich's so fröhlich im Grünen » : Allegro moderato
10. Musique de ballet n° 2 : Andantino en sol majeur

L'œuvre fut créée en 1823 au Theater an der Wien.

## La pièce de Helmina de Chézy
- Rosamunde, Drama in fünf Akten von Helmina von Chézy. Musik von Franz Schubert. Erstveröffentlichung der überarbeiteten Fassung. Mit einem Nachwort und unbekannten Quellen hrsg. von Till Gerrit Waidelich, Tutzing 1996
- Ein fragmentarischer autographer Entwurf zur Erstfassung von Chézys Schauspiel „Rosamunde“, in: Schubert durch die Brille. Internationales Franz Schubert Institut, Mitteilungen 18, Tutzing 1997, S. 46-57
- Gerrit Waidelich. Die vermeintlich verschollene Rosamunde. Zur Quellenlage von Helmina von Chézys Schauspiel und Franz Schuberts dazugehöriger Schauspielmusik (Teil 1), in: Sullivan-Journal. Magazin der Deutschen Sullivan-Gesellschaft e. V. (Hrsg. von Meinhard Saremba) – Nr. 11 (Juni 2014), S. 63-72. ISSN 2190-0647.
- Gerrit Waidelich. „nicht das Verdienst der im J. 867 nach Wien gekommenen Englishmen“? – Legenden und Tatsachen zu Sullivans und Groves Sichtung des „staubigen“ Aufführungsmaterials von Schuberts Rosamunde-Musik (Teil II), in: Sullivan-Journal. Magazin der Deutschen Sullivan-Gesellschaft e. V. – Nr. 13 (Juli 2015), S. 18-32. ISSN 2190-0647.

## La musique deRosamundechez Schubert
- Certains pensent que l'entracte n° 1 pourrait être le finale manquant de la Symphonie inachevée (Mackerras enregistra la symphonie en 1990 avec ce finale hypothétique).
- Le thème du troisième entracte de Rosamunde a été réutilisé par Schubert dans le Quatuor à cordes no 13 et dans l'Impromptu D 935 n° 3, où il sert de thème à cinq variations pour piano

## Rosamundedans la culture populaire
- L'ouverture fut utilisée par Samuel Goldwyn dans son film Hans Christian Andersen et la Danseuse (1952) pour une scène de ballet exécutée par Zizi Jeanmaire.
- Certains passages se retrouvent dans le chant de Noël Mille cherubini in coro interprété par Luciano Pavarotti au cours de son concert de Noël en 1980.
- Le thème du troisième entracte est le leitmotiv du film Équation à un inconnu, joué au synthétiseur dans le style de Wendy Carlos.